# 馬爾·布拉夫
馬爾·布拉夫（英語：Mal Brough，1961年12月29日—）是一位澳洲政治人物，他的黨籍是澳洲自由黨。自2013年開始，他是費希爾選區選出的澳大利亞眾議院的議員。他出生在昆士蘭州布里斯班。